# 1934
1934 is een jaartal volgens de christelijke jaartelling.

## Gebeurtenissen
januari
- 4 - In het City Theater van Den Haag gaat de eerste Nederlandse geluidsfilm in première. Het is een speelfilm over het leven van Willem van Oranje ter gelegenheid van zijn 400e geboortedag.
- 8 - De Chaco-oorlog tussen Bolivia en Paraguay laait weer op na een periode van wapenstilstand.
- 14 - De Europese radiozenders gaan over op nieuwe, internationaal vastgelegde golflengtes.
- 15 - Bij een zware aardbeving in Nepal en Bihar komen ruim 10.000 mensen om het leven. Grote delen van de steden Kathmandu, Bhaktapur en Patan worden verwoest.
- 15 - Er ontbrandt een kerkstrijd binnen de Duitse Evangelisch-Lutherse Kerk. De landskerken van Beieren en Württemberg weigeren het gezag van de door de regering aangestelde rijksbisschop om kerkpolitieke besluiten te nemen te erkennen.
- 18 - De Italiaanse Kamer van Afgevaardigden neemt eenstemmig de wet op de corporaties aan, waardoor het land een corporatieve staat wordt.
- 20 januari - Mantsjoekwo wordt een keizerrijk, met de voormalige Chinese keizer Pu Yi als keizer.
- 26 januari tot 10 februari - De Communistische Partij van de Sovjet-Unie houdt haar 17e congres, het "congres der overwinnaars". De persoonsverheerlijking rond Jozef Stalin neemt grote vormen aan. De leider wordt uitbundig geprezen door zijn voormalige tegenstanders Boecharin ("rechtse oppositie") en Kamenev ("linkse oppositie"). Formulering van het beleid dat de kunsten "een waarheidsgetrouw en historisch concreet beeld moeten scheppen van de werkelijkheid in de revolutionaire ontwikkeling". Dit beginsel gaat de (kunst)geschiedenis in als socialistisch realisme.
- 31 - In Duitsland wordt de Rijkseenheidswet afgekondigd. Hierbij wordt het bestuur gecentraliseerd: De landsregeringen zijn strikt ondergeschikt aan de rijksregering en verliezen hun laatste restje soevereiniteit.

februari
- 12 tot 16 - In Oostenrijk komen de socialisten in opstand tegen het verbod van hun partij en de instelling van de eenpartijstaat door Engelbert Dollfuß. Deze Oostenrijkse Burgeroorlog kost enkele honderden doden en wordt door de regering met hulp van de Heimwehr gewonnen.
- 17 - Albert I koning der Belgen verongelukt en wordt opgevolgd door Leopold III.

maart
- 5 - * Japan beëindigt zijn vijandelijke acties tegen China. Mantsjoekwo is gevestigd als Japanse vazalstaat en heeft Jehol erbij gekregen. Japan probeert nog steeds Binnen-Mongolië binnen zijn invloedssfeer te krijgen, maar het gebied ten zuiden van de Chinese Muur is geheel aan China teruggegeven.
- 5 - Tatra presenteert de T77, de eerste aërodynamische auto die in serie zal worden gebouwd.
- maart - Hitler geeft Ferdinand Porsche opdracht een kleine goedkope auto voor de massa te ontwerpen, die in een staatsfabriek zal worden gebouwd.

april
- 11 - In de nacht wordt het paneel De rechtvaardige rechters gestolen uit de kathedraal van Gent.
- 17 - De nieuwe haven van Roermond wordt geopend.
- 30 - In Amsterdam wordt begonnen met de aanleg van het Bosplan, een werkverschaffingsproject van de Dienst Uitvoering Werken.

mei
- 1 - Oostenrijk krijgt een nieuwe grondwet, waarin het tot een bondsstaat wordt omgevormd. De burgerlijke vrijheden worden verder ingeperkt.
- 1 - De Verenigde Staten en de Filipijnen komen overeen om de Filipijnen op termijn (8-10 jaar) onafhankelijk te maken.
- 2 - De Verenigde Staten, Bolivia, Cuba, Ecuador, El Salvador, Guatemala, Venezuela, Panama, Nicaragua, Honduras, Costa Rica en Haïti treden toe tot een niet-aanvalsverdrag dat eerder al door Argentinië, Brazilië, Chili, Paraguay, Mexico en Uruguay was ondertekend.
- 7 - Instelling van de Joodse Autonome Oblast in het Siberische deel van de Sovjet-Unie.
- 15 - De Nederlandse Spoorwegen nemen de Dieseldrie in gebruik. Het zijn de eerste Nederlandse dieseltreinen.
- 19 - Bij een staatsgreep in Bulgarije komt de rechtse anti-parlementaire beweging ZVENO van Damjan Veltsjev aan de macht.
- 24 - Na bemiddeling door de Volkenbond wordt het door Peru en Colombia betwiste stadje Leticia aan Colombia toegewezen.
- 31 - In België wordt de taalkwestie in de rechtspraak geregeld door de Wet-Marck. De rechtbanken zullen de taal van de betreffende provincie of (in Brabant) gemeente toepassen.
- 31 - Aan het eind van een driedaagse synode geven Lutherse voorgangers als protest tegen het nationaalsocialisme de Verklaring van Barmen uit. Deze verklaring is de basis van de Bekennende Kirche.
- mei - Het Zwart Front wordt opgericht door Arnold Meijer, een voormalige priesterstudent. Het richt zich op het Italië van Mussolini.

juni
- 5 - De Amerikaanse Senaat ratificeert een verdrag met Cuba, waardoor de status van protectoraat wordt opgeheven en het eiland volledig soeverein wordt.
- 9 - Het personage Donald Duck doet zijn intrede in het animatiefilmpje "The wise little hen" van Walt Disney.
- 10 - Het wereldkampioenschap voetbal wordt gewonnen door gastland Italië, dat in de finale Tsjecho-Slowakije verslaat.
- 11 - De ontwapeningsconferentie wordt feitelijk beëindigd, zonder resultaat. Belangrijkste struikelblok blijft de Duitse wens van 'wapengelijkheid' (geen lagere grenzen voor Duitsland dan voor andere landen), die door Frankrijk wordt afgewezen.
- 30 - In de Nacht van de Lange Messen worden Ernst Röhm, andere leiders van de SA en een aantal politieke tegenstanders van Hitler vermoord. De officiële lezing is dat zij een staatsgreep zouden voorbereiden, maar in werkelijkheid gaat het om een machtsstrijd binnen de NSDAP en een afrekening met politieke tegenstanders.

juli
- 4 tot 9 is er een oproer, vooral in de Jordaan, maar ook elders in Amsterdam en andere Nederlandse steden tegen voorgenomen bezuiniging op de steun voor werkelozen. Er vallen 6 doden en 47 gewonden.
- 13 - Eerste zitting in Berlijn van het Volksgerichtshof, een speciale rechtbank voor politieke vergrijpen. Militairen en andere lekenrechters spreken een soort snelrecht zonder waarborgen voor een eerlijke procesgang.
- 15 - De Franse socialistische partij SFIO aanvaardt de uitnodiging van de communistische partijleider Maurice Thorez om een Volksfront op te richten.
- 22 - Bij het verlaten van een bioscoop in Chicago wordt de Amerikaanse "Public Enemy Number One" John Dillinger door de FBI doodgeschoten.
- 24 - Een mislukte staatsgreep van Oostenrijkse nazi's kost kanselier Engelbert Dollfuß het leven.
- 25 - Nationaalsocialisten proberen in Oostenrijk een staatsgreep te plegen, zie Juliputsch. Bondskanselier Engelbert Dollfuss wordt beschoten en overlijdt aan zijn verwondingen, maar de staatsgreep wordt de kop ingedrukt. Doorslaggevend is de rol van Italië, dat troepen rond de Oostenrijkse grens stuurt om Hitler-Duitsland duidelijk te maken, dat Oostenrijk niet aangevallen mag worden. De voorzichtig opgebouwde relatie tussen Hitler en Mussolini was bevroren.
- juli - De Duitse vicekanselier Franz von Papen spreekt zich in een toespraak te Marburg uit voor een terugkeer naar en meerpartijensysteem en een beëindiging van de samenwerking tussen nationaalsocialisten en conservatieven.

augustus
- 2 - Rijkspresident Paul von Hindenburg overlijdt. Rijkskanselier Adolf Hitler neemt het rijkspresidentschap over, en krijgt de titel führer voor het leven.
- 3 - In Constantine (Algerije) dringt een dronken joodse soldaat de moskee binnen waar hij de islam beledigt. Woedende moslims plunderen drie dagen de joodse wijk, waarbij 27 bewoners worden omgebracht.
- 11 - De eerste gevangenen arriveren op het forteiland Alcatraz bij San Francisco.

september
- 1 - In het Nederlandse onderwijs wordt een nieuwe spelling ingevoerd, de spelling-Marchant.
- 18 - De Sovjet-Unie treedt toe tot de Volkenbond.
- 22 - Aan het slot van tweedaagse besprekingen in Florence zegt de Italiaanse leider Benito Mussolini steun toe aan de nieuwe Oostenrijkse kanselier Kurt von Schuschnigg

oktober
- 9 - Bij een bezoek van koning Alexander van Joegoslavië aan Frankrijk wordt op hem een aanslag gepleegd. Alexander en de Franse minister van buitenlandse zaken Louis Barthou komen om, evenals de dader, de Macedoniër Vlado Tsjernozemski. Het komt tot een ernstige diplomatieke rel tussen Joegoslavië en Hongarije, dat er door Joegoslavië verantwoordelijk voor wordt gehouden dat het onderdak en steun biedt aan de terroristen.
- 16 - De communisten in China zijn verslagen, maar beginnen aan de Lange Mars, en weten naar het westen en noorden te ontkomen.
- 18 - De trekking vindt plaats van een nationale loterij ten behoeve van Belgisch-Congo.
- 20 - Start van de MacRobertson International Air Race van Londen naar Melbourne
- oktober - In Spanje trekt de CEDA haar gedoogsteun voor het kabinet-Lerroux in. Lerroux neemt daarop drie leden van de CEDA op in de regering. Links Spanje reageert furieus en een algemene staking breekt uit. Bij gevechten vallen honderden doden. Catalonië roept de onafhankelijkheid uit, maar de zwaarste opstanden vinden in Asturië plaats. De opstanden worden onderdrukt.

november
- 8 - Het Zwitserse parlement keurt de Bankwet goed, waardoor het informele bankgeheim een wettelijke status krijgt. Op schending ervan komt zes maanden gevangenisstraf te staan.
- 10 - Japan wenst in overleg in Londen de in het Verdrag van Washington en Verdrag van Londen vastgelegde 5:5:3-verhouding van de vlootgrootte tussen de Verenigde Staten, het Verenigd Koninkrijk en Japan te herzien en vlootgelijkheid te krijgen. Als dat niet lukt, zegt het land de betreffende verdragen op.
- 23 - Voor Brits-Indië worden voorstellen ingediend voor een nieuwe grondwet. Daarin wordt het subcontinent een federatief verband van de huidige Britse kolonies en de vorstenlanden. De pro-onafhankelijkheidsgroepen in Indië verwerpen de voorstellen. Zo krijgt Brits-Indië geen dominion-status.
- 24 - In aanwezigheid van het Noorse schaatsidool Sonja Henie wordt in Amsterdam de eerste Nederlandse kunstijsbaan geopend. Onder het openluchtbad van het Sportfondsenbad zijn buizen aangebracht waardoor koude vloeistof wordt gepompt.

december
- 1 - De moord op Sergej Kirov, secretaris van de afdeling Leningrad van de Communistische Partij van de Sovjet-Unie vormt de aanleiding voor het begin van de grote zuivering van de partij. Tot de slachtoffers behoren Grigori Zinovjev en Lev Kamenev, die naar Siberië worden verbannen.
- 1 - Voor het eerst wordt in Amsterdam Sint-Nicolaas ingehaald. De acteur Eduard Verkade rijdt op een schimmel van Van Gend en Loos door de stad, vergezeld door zes Surinaamse zeelui die als Zwarte Piet fungeren.
- 7 - In Oostenrijk wordt een wet van kracht die het uitgeven van kranten bindt aan een door de politie af te geven vergunning. Aan ca 100 van de ca 1500 Oostenrijkse kranten wordt een vergunning geweigerd.
- 12 Het Belgische opleidingsschip Mercator arriveert op Paaseiland om de Frans-Belgische Paaseilandexpeditie op te pikken.
- 21 - In Parijs wordt het faillissement uitgesproken van de autoproducent Citroën, waarna oprichter André Citroën zich genoodzaakt ziet om zestig procent van zijn aandelenpakket aan Michelin als grootste schuldeiser over te dragen.
- 22 - Op het vliegveld Hato op Curaçao landt de Fokker F.XVIII Snip na de eerste trans-Atlantische vlucht door een Nederlands vliegtuig. De KLM neemt hiermee haar West-Indisch Bedrijf in gebruik.
- december - Het komt tot een grensconflict tussen Italië en Ethiopië in Oeal Oeal. Beide landen beweren dat de plaats op hun grondgebied ligt. Voor Italië vormt het bovendien een aanleiding om diverse andere grieven tegen Ethiopië op diplomatiek harde wijze naar voren te brengen.
- december - Japan zegthet  Vlootverdrag van Washington uit 1922 op.

zonder datum
- De Japanse minister van buitenlandse zaken kondigt in een toespraak de 'Japanse Monroedoctrine' af. Deze houdt in dat Japan zich verzet tegen politieke en militaire bemoeienis van andere landen in Oost-Azië, in het bijzonder in China. Onder meer China en de Verenigde Staten reageren hierop met bezorgdheid.
- De spanningen tussen Japan en Mantsjoekwo aan de ene en de Sovjet-Unie aan de andere kant lopen op.
- Forum (literair tijdschrift) valt uiteen in een Nederlandse (Menno ter Braak en E. du Perron) en een Belgische (Maurice Roelants en Gerard Walschap) redactie.
- Jemenitische troepen vallen Saoedi-Arabië binnen. Na enkele maanden van gevechten wordt de vrede gesloten, grotendeels op Saoedische voorwaarden.
- Dictaturen rukken verder op: de burgerrechten en het parlement worden buiten werking gesteld in onder meer Cuba, Bulgarije, Letland en Egypte.
- Er vindt een grote vliegwedstrijd plaats tussen Londen en Melbourne. Winnaar is de Engelse Grosvenor House, tweede de Nederlandse Uiver onder leiding van Koene Dirk Parmentier.
- De onderzoeker William Beebe en de constructeur Otis Barton bereiken in de bathysfeer recorddieptes van respectievelijk 765 en 923 meter.
- In de Verenigde Staten zet president Roosevelt zijn economische politiek, de zogenaamde New Deal, voort. De overgang van de Verenigde Staten van de gouden standaard naar een standaard op een gemengde goud-zilverbasis wordt voltooid.
- De Ashberg-diamant wordt door een Russische handelsdelegatie aan Olof Ashberg verkocht.

### Zie verder
- Maandoverzichten: januari, februari, maart, april, mei, juni, juli, augustus, september, oktober, november, december.
- Wetenschap in 1934.

## Muziek
- De Koninklijke Marinierskapel neemt het instrumentale nummer Koning Voetbal op.

### Première
- 10 januari: Frank Bridges Phantasm
- 1 februari: Knudåge Riisagers Comoedie
- 1 februari: Arnold Bax' Pianosonate nr. 4
- 6 maart: Benjamin Britten dirigeert zijn Simple Symphony
- 12 april: Arnold Bax' The tale the pine-trees knew
- 14 april: Albert Roussels Trois pièces pour piano
- 8 mei: Frank Bridges A royal night of variety
- 22 oktober: Hugo Alfvéns Synnöve Solbakken-suite
- 19 november: Albert Roussels Sinfonietta
- eind november - De musical Anything goes van Cole Porter op Broadway.
- 17 december: Albert Roussels Andante et scherzo pour flûte et piano

## Literatuur

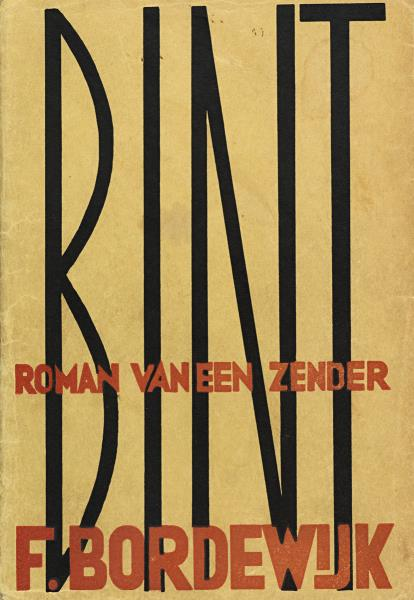
Het ontwerp wordt toegeschreven aan Andries Oosterbaan

### Nederlandstalige publicaties
- Bint, roman van een zender van Ferdinand Bordewijk andries Oosterbaan
- Wij slaven van Suriname, een historisch essay van Anton de Kom. Pas in 1971 zou de eerste ongecensureerde uitgave verschijnen.
- Porta Nigra, een gedichtenbundel van Hendrik Marsman
- Terug tot Ina Damman, een roman van Simon Vestdijk

### Engelstalige publicaties
- Elizabethan Essays van T.S. Eliot
- The Rock, een toneelstuk van T.S. Eliot
- I, Claudius van Robert Graves

### Duitstalige publicaties
- Drei Männer im Schnee, een roman van Erich Kästner. In het Nederlands vertaald als Drie mannen in de sneeuw (1935)
- Emil und die drei Zwillinge, een kinderboek van Erich Kästner. Het was een vervolg op Emil und die Detektive, verschenen in 1929. Het boek verscheen voor het eerst in Nederlandse vertaling in 1951 als Emiel en de drie tweelingbroers

## Beeldende kunst

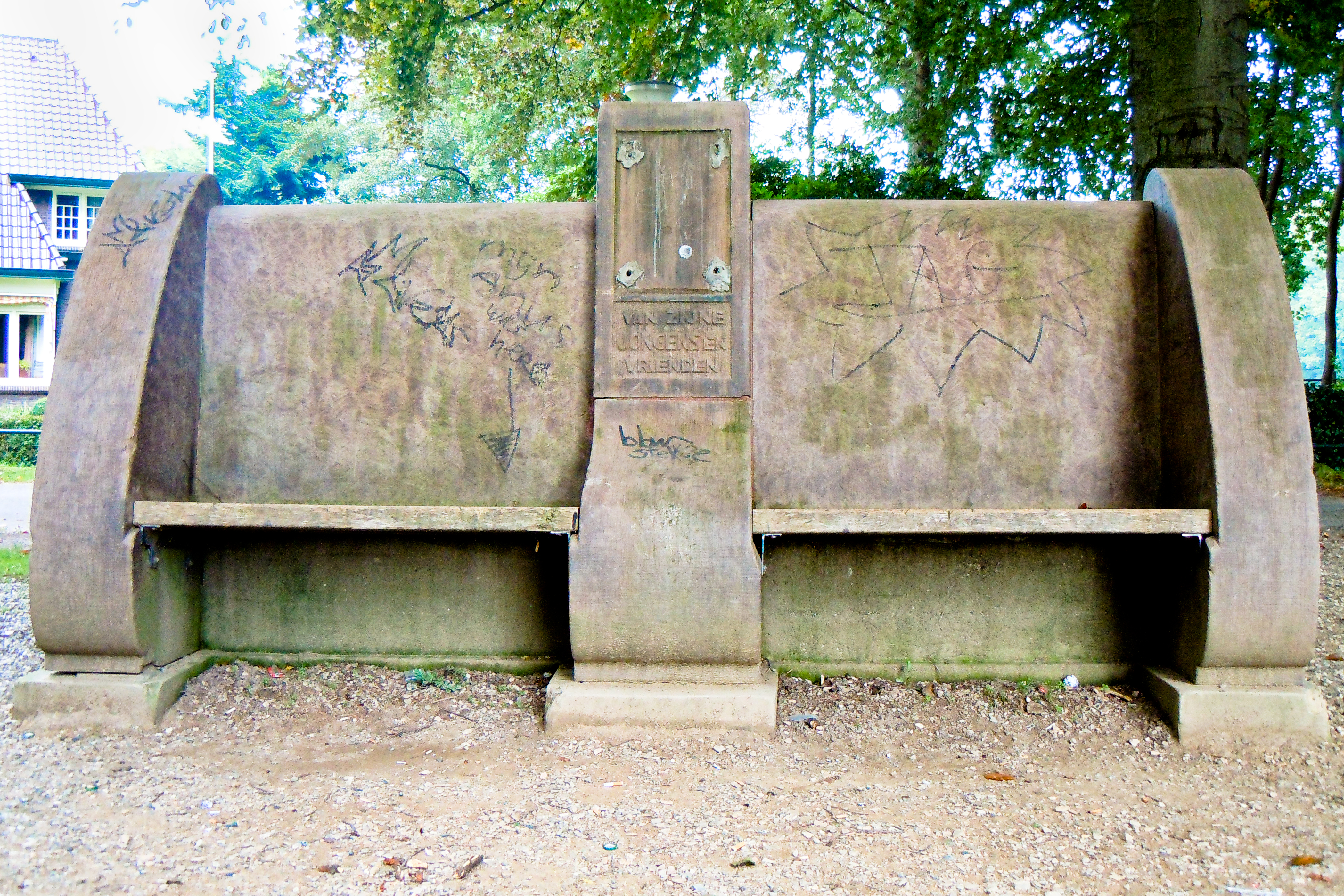
Herinneringsbank Apeldoorn, Pieter Puijpe

## Bouwkunst

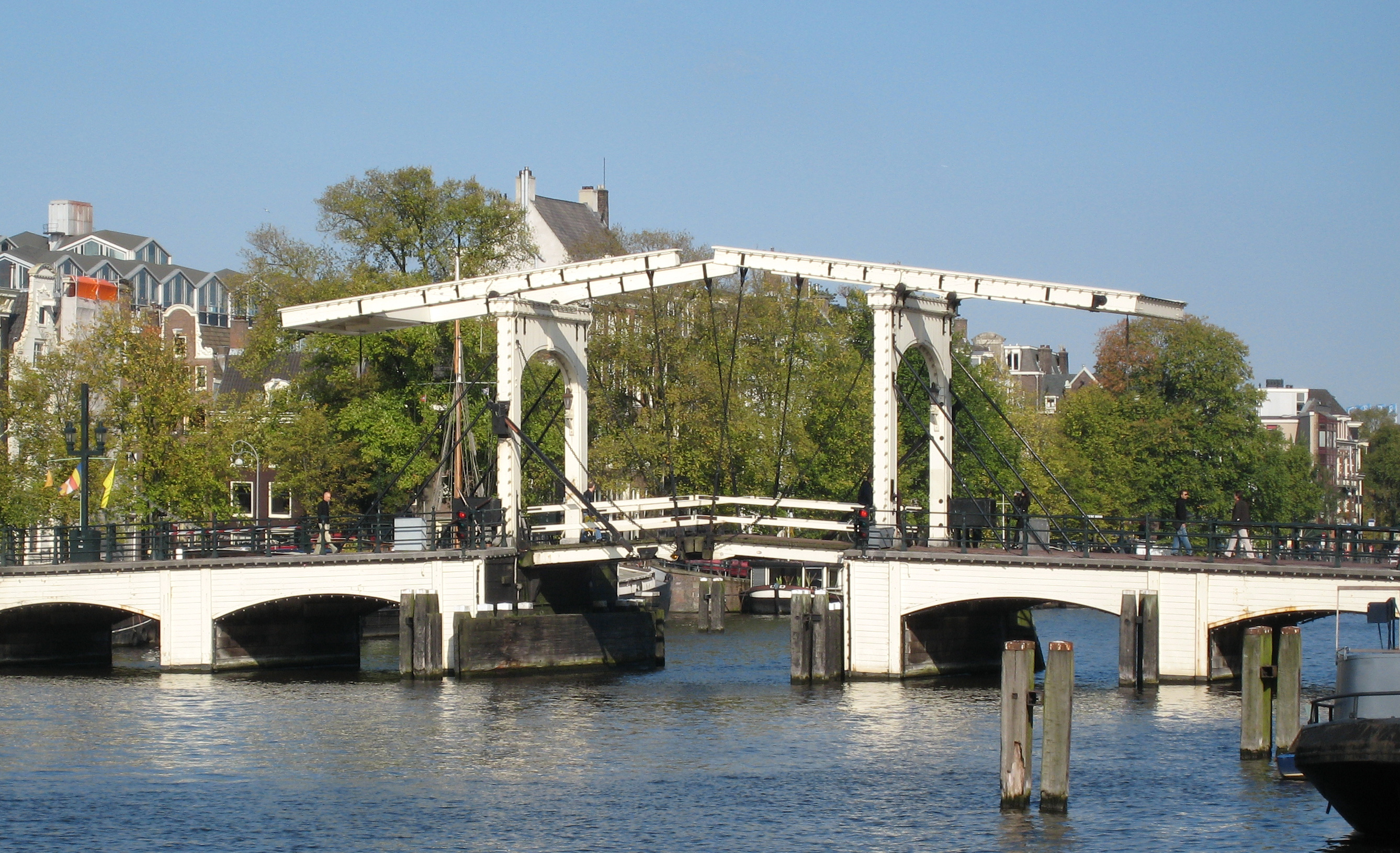
Magere Brug, Amsterdam (1934) P.L. Kramer
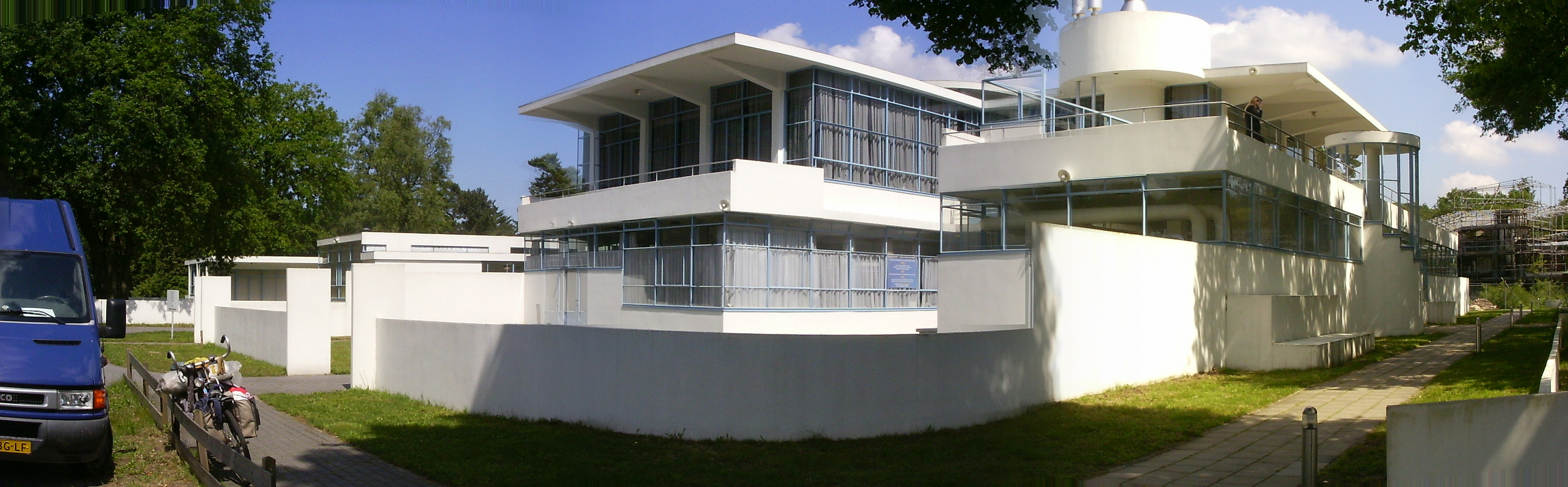
Sanatorium Zonnestraal, Hilversum (1934) Jan Duiker en Bernard Bijvoet
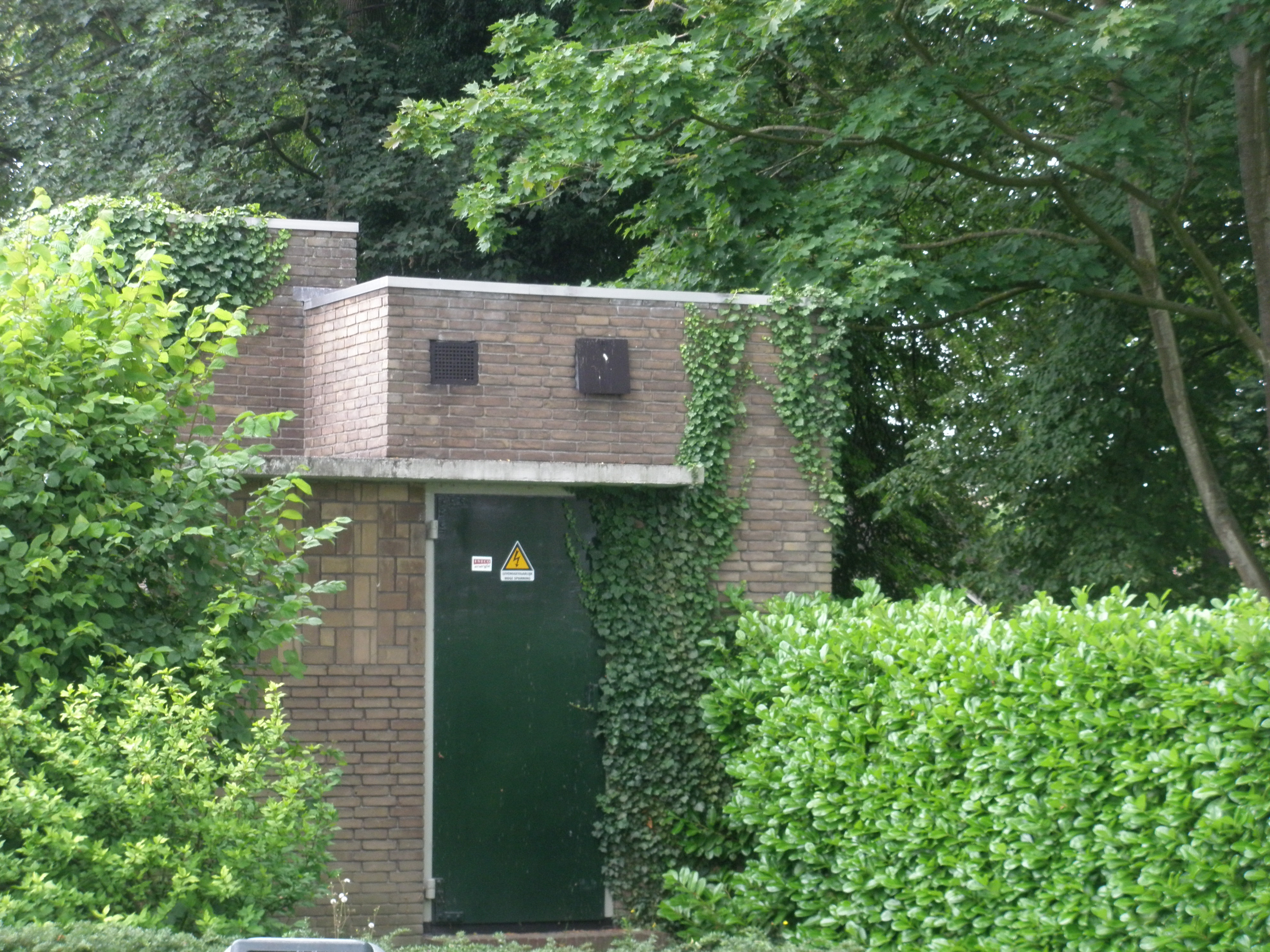
Transformatorhuisje Julianalaan in Montfoort

## Geboren

### januari
- 1 - Lakhdar Brahimi, Algerijns diplomaat en politicus
- 1 - Hiroshi Hasegawa, Japans motorcoureur
- 1 - Dina Kathelyn, Belgisch illustratrice, kunstschilderes en kinderboekenschrijfster (overleden 2024)
- 1 - Serge Moureaux, Brussels advocaat en politicus (overleden 2019)
- 1 - Raúl Eduardo Vela Chiriboga, Ecuadoriaans kardinaal (overleden 2020)
- 4 - Rudolf Schuster, Slowaaks president
- 4 - Zoerab Tsereteli, Georgisch-Russisch kunstenaar (overleden 2025)
- 5 - Eddy Pieters Graafland, Nederlands voetbaldoelman (overleden 2020)
- 6 - Dick Schenkeveld, Nederlands hoogleraar Griekse taal- en letterkunde (overleden 2021)
- 6 - Joop van Stigt, Nederlands architect (overleden 2011)
- 7 - Robert Cazala, Frans wielrenner (overleden 2023)
- 7 - Alfredo Montelibano jr., Filipijns politicus (overleden 2008)
- 7 - Tassos Papadopoulos, president van Cyprus (2003-2008) (overleden 2008)
- 8 - Jacques Anquetil, Frans wielrenner (overleden 1987)
- 8 - Piet Dankert, Nederlands politicus (overleden 2003)
- 8 - Georg Riedel, Zweeds contrabasspeler en componist (overleden 2024)
- 9 - Claude C. Krijgelmans, Belgisch schrijver en schilder (overleden 2022)
- 9 - Carla Lipp, Nederlands actrice en danseres (overleden 2017)
- 10 - Leonid Kravtsjoek, Oekraïens politicus; president 1991-1994 (overleden 2022)
- 11 - Mitch Ryan, Amerikaans acteur (overleden 2022)
- 11 - Sylvain Tack, Belgisch ondernemer, radiomaker en muziekuitgever (overleden 2006)
- 13 - Pam Cornelissen, Nederlands politicus (overleden 2020)
- 15 - Mário de Araújo Cabral, Portugees Formule 1-coureur (overleden 2020)
- 17 - Franz Bernhard, Duits beeldhouwer (overleden 2013)
- 18 - Cor Bernard, Nederlands burgemeester (overleden 2021)
- 18 - Henk Chin A Sen, Surinaams politicus (overleden 1999)
- 18 - Raymond Briggs, Brits illustrator en schrijver (overleden 2022)
- 19 - Klaas Gubbels, Nederlands kunstenaar
- 20 - Tom Baker, Brits acteur
- 21 - François van Hoobrouck d'Aspre, Belgisch edelman en politicus (overleden 2020)
- 24 - Bobby Cox, Schots voetballer (overleden 2010)
- 24 - Rikkert La Crois, Nederlands voetballer (overleden 2021)
- 24 - Jaak Dreesen, Vlaams journalist en (jeugdboeken)schrijver (overleden 2022)
- 25 - Mimi Kok, Nederlands actrice (overleden 2014)
- 26 - François Narmon, Belgisch bankier (overleden 2013)
- 27 - Édith Cresson, Frans politica; premier 1991-1992
- 27 - Federico Mayor Zaragoza, Spaans wetenschapper, politicus, diplomaat en dichter (overleden 2024)
- 28 - Jaime Lopez, Filipijns politicus (overleden 2011)
- 29 - Hanna Mobach, Nederlands beeldend kunstenares
- 30 - Giovanni Battista Re, Italiaans kardinaal
- 31 - Ernesto Brambilla, Italiaans autocoureur (overleden 2020)
- 31 - Ari Stolk, Nederlands kunstschilder en tekenaar (overleden 2017)

### februari
- 3 - Tom Pauka, radioprogrammamaker en organisatieadviseur
- 4 - Humberto, Braziliaans voetballer (overleden 1980)
- 5 - Hank Aaron, Amerikaans honkballer, bijgenaamd Hammerin' Hank (overleden 2021)
- 7 - Piet Bukman, Nederlands politicus (CDA) (overleden 2022)
- 7 - Eddie Fenech Adami, Maltees politicus
- 8 - Piet Blom, Nederlands architect (overleden 1999)
- 10 - Tatjana Lolova, Bulgaars actrice (overleden 2021)
- 11 - Maryse Condé, Frans schrijfster (overleden 2024)
- 11 - Tina Louise, Amerikaans actrice, model en zangeres
- 11 - Manuel Noriega, Panamees dictator (overleden 2017)
- 11 - John Surtees, Brits motor- en autocoureur (overleden 2017)
- 12 - Bill Russell, Amerikaans basketballer (overleden 2022)
- 13 - George Segal, Amerikaans acteur (overleden 2021)
- 15 - Niklaus Wirth, Zwitsers ontwikkelaar van programmeertalen (overleden 2024)
- 17 - Alan Bates, Engels acteur (overleden 2003)
- 17 - Anner Bijlsma, Nederlands cellist (overleden 2019)
- 17 - Barry Humphries, Australisch komiek, bekend als Dame Edna Everage (overleden 2023)
- 18 - Marten de Jong, Nederlands politicus (overleden 2021)
- 18 - Paco Rabanne, Spaans modeontwerper (overleden 2023)
- 19 - Arnold Heertje, Nederlands econoom en hoogleraar (overleden 2020)
- 20 - François Konter, Luxemburgs voetballer (overleden 2018)
- 21 - Kjell Bäckman, Zweeds langebaanschaatser (overleden 2019)
- 21 - Rue McClanahan, Amerikaans actrice (overleden 2010)
- 23 - Linda Cristal, Argentijns actrice (overleden 2020)
- 23 - Eddy van der Maarel, Nederlands ecoloog en auteur (overleden 2021)
- 24 - Bettino Craxi, Italiaans politicus (overleden 2000)
- 24 - Renata Scotto, Italiaans sopraan (overleden 2023)
- 26 - José Luis Cuevas, Mexicaans tekenaar, kunstschilder en beeldhouwer (overleden 2017)
- 26 - Peter Wyder, Zwitsers natuurkundige (overleden 2024)
- 27 - Jaap Flier, Nederlands balletdanser en choreograaf (overleden 2022)
- 27 - Ralph Nader, Amerikaans politiek activist

### maart
- 1 - Jean-Michel Folon, Belgisch kunstenaar (overleden 2005)
- 1 - Joan Hackett, Amerikaans actrice (overleden 1983)
- 3 - Paul van Gorcum, Nederlands acteur en regisseur (De Baron in Bassie en Adriaan)
- 4 - Bob Goudzwaard, Nederlands econoom en politicus (overleden 2024)
- 4 - Laila Halme, Fins zangeres (overleden 2021)
- 4 - Barbara McNair, Amerikaans zangeres en actrice (overleden 2007)
- 5 - Daniel Kahneman, Israëlisch psycholoog en Nobelprijswinnaar (overleden 2024)
- 5 - Nicholas Smith, Brits acteur (overleden 2015)
- 8 - Bobby Haarms, Nederlands voetballer en -coach (overleden 2009)
- 8 - Ron Taylor, Australisch haaiexpert en onderwaterfilmer (overleden 2012)
- 8 - Christian Wolff, Amerikaans componist
- 9 - Joeri Gagarin, Russisch kosmonaut en eerste man in de ruimte (overleden 1968)
- 9 - Joyce Van Patten, Amerikaans actrice
- 10 - Bhupen Khakhar, Indiaas kunstenaar in hedendaagse kunst (overleden 2003)
- 11 - Dilys Laye, Engels actrice (overleden 2009)
- 11 - Jean Leering, Nederlands museumdirecteur (overleden 2005)
- 12 - Tony Bass, Nederlands zanger en liedjesschrijver (overleden 2005)
- 14 - Eugene Cernan, Amerikaans astronaut (overleden 2017)
- 14 - Dionigi Tettamanzi, Italiaans kardinaal en aartsbisschop (overleden 2017)
- 16 - Dida, Braziliaans voetballer (overleden 2002)
- 16 - Roger Norrington, Brits dirigent (overleden 2025)
- 16 - Michail Stoedenetski, Russisch basketballer (overleden 2021)
- 17 - Eef Kamerbeek, Nederlands atleet (overleden 2008)
- 18 - Adolf Merckle, Duits miljardair en ondernemer (overleden 2009)
- 18 - Charley Pride, Amerikaans honkballer en countryzanger (overleden 2020)
- 21 - Yves Duval, Belgisch stripscenarioschrijver en journalist (overleden 2009)
- 22 - Bola Ajibola, Nigeriaans politicus en rechter (overleden 2023)
- 22 - Orrin Hatch, Amerikaans Republikeins politicus (overleden 2022)
- 22 - Leo Mariën, Belgisch atleet (overleden 2018)
- 23 - Géri, Belgisch striptekenaar (overleden 2015)
- 25 - Johnny Burnette, Amerikaans zanger (overleden 1964)
- 25 - Gloria Steinem, Amerikaans feministe en activiste
- 26 - Alan Arkin, Amerikaans acteur (overleden 2023)
- 27 - István Csurka, Hongaars politicus, schrijver en journalist (overleden 2012)
- 28 - Joost Tholens, Nederlands fotograaf, regisseur, programmamaker
- 27 - André Vanderstappen, Belgisch voetballer (overleden 2005)
- 30 - Hans Hollein, Oostenrijks architect (overleden 2014)
- 31 - Richard Chamberlain, Amerikaans acteur (Dr. Kildare) (overleden 2025)
- 31 - Kamala Das, Indiaas schrijfster (overleden 2009)
- 31 - Shirley Jones, Amerikaans actrice
- 31 - John D. Loudermilk, Amerikaans songwriter en zanger (overleden 2016)
- 31 - Mike Lebrón, Puerto Ricaans poolbiljarter
- 31 - Carlo Rubbia, Italiaans natuurkundige
- 31 - Koenraad Tinel, Belgisch beeldhouwer en tekenaar

### april
- 2 - Toto Bissainthe, Haïtiaans actrice en zangeres (overleden 1994)
- 2 - Paul Cohen, Amerikaans wiskundige (overleden 2007)
- 2 - Els Pelgrom, Nederlands kinderboekenschrijfster
- 3 - Jane Goodall, Brits antropologe en biologe
- 4 - Richard Lugar, Amerikaans politicus (overleden 2019)
- 4 - Han Reiziger, Nederlands musicus en presentator (overleden 2006)
- 5 - Hein Essink, Nederlands judoka (overleden 2014)
- 5 - Roman Herzog, Duits politicus en president (overleden 2017)
- 6 - Anton Geesink, Nederlands IOC-lid en judokampioen (overleden 2010)
- 6 - Guy Peellaert, Belgisch schilder, tekenaar en fotograaf (overleden 2008)
- 7 - Giuseppe D'Altrui, Italiaans waterpolospeler (overleden 2024)
- 7 - Ian Richardson, Schots acteur (overleden 2007)
- 8 - Kurokawa Kisho, Japans architect (overleden 2007)
- 9 - Jaap van der Doef, Nederlands politicus (overleden 2025)
- 10 - Carel Godin de Beaufort, Nederlands autocoureur (overleden 1964)
- 10 - David Halberstam, Amerikaans journalist (overleden 2007)
- 11 - Karl-Josef Rauber, Duits kardinaal en diplomaat (overleden 2023)
- 14 - Fredric Jameson, Amerikaans literatuurcriticus en marxistisch theoreticus (overleden 2024)
- 18 - Begga D'Haese, Belgisch beeldhouwster (overleden 2023)
- 18 - Jaap Scherpenhuizen, Nederlands politicus (overleden 2012)
- 18 - Piet ten Thije, Nederlands zwemmer (overleden 2015)
- 23 - Hans van Dun, Nederlands politicus (overleden 2016)
- 24 - Shirley MacLaine, Amerikaans actrice
- 24 - Mike Taylor, Brits autocoureur (overleden 2017)

### mei
- 2 - Etienne Vermeersch, Belgisch filosoof en hoogleraar (overleden 2019)
- 3 - Henry Cooper, Brits bokser (overleden 2011)
- 3 - Georges Moustaki, Frans-Grieks zanger en componist (overleden 2013)
- 3 - Frankie Valli, Amerikaans zanger en acteur
- 4 - Giuseppe Fallarini, Italiaans wielrenner (overleden 2023)
- 5 - Henri Konan Bédié, Ivoriaans president (overleden 2023)
- 5 - Ace Cannon, Amerikaans tenor- en altsaxofonist (overleden 2018)
- 5 - Jef Planckaert, Belgisch wielrenner (overleden 2007)
- 5 - Guy Van Zeune, Belgisch atleet
- 6 - Hans Junkermann, Duits wielrenner (overleden 2022)
- 11 - Thomas Buergenthal, Joods-Amerikaans jurist (overleden 2023)
- 15 - Fernand Brosius, Luxemburgs voetballer (overleden 2014)
- 15 - John Keegan, Brits historicus (overleden 2012)
- 18 - Rutger van Mazijk, Nederlands beiaardier en organist
- 19 - Jan Wijn, Nederlands pianist en pianopedagoog (overleden 2022)
- 20 - Jo Rutten, Nederlands ruiter (overleden 2007)
- 21 - Bengt Ingemar Samuelsson, Zweeds biochemicus en Nobelprijswinnaar (overleden 2024)
- 22 - Fred Roos, Amerikaans filmproducent (overleden 2024)
- 22 - Herman Willemse, Nederlands zwemmer (overleden 2021)
- 23 - Gordon Fee, Amerikaans theoloog (overleden 2022)
- 23 - Robert Moog, Amerikaans muziekinstrumentmaker (de Moog-synthesizer) (overleden 2005)
- 23 - Mason Rudolph, Amerikaans golfer (overleden 2011)
- 24 - Canário, Braziliaans voetballer
- 25 - Rudy van Houten, Nederlands pianist en componist (overleden 2004)
- 26 - Gilbert Van Manshoven, Belgisch atleet
- 27 - Enzo Siciliano, Italiaans schrijver, scriptschrijver en literair criticus (overleden 2006)
- 28 - Bill Baillie, Nieuw-Zeelands atleet (overleden 2018)
- 28 - Bram van der Vlugt, Nederlands acteur (overleden 2020)
- 29 - Bhaskar Menon, Indiaas-Amerikaans directeur in de muziekindustrie (overleden 2021)
- 30 - Aleksej Leonov, Russisch ruimtevaarder (overleden 2019)

### juni
- 1 - Pat Boone, Amerikaans zanger
- 2 - Karl-Heinz Feldkamp, Duits voetballer en voetbalcoach
- 2 - Giel Haenen, Nederlands voetballer (overleden 2024)
- 2 - Karel Kasteel, Nederlands curieprelaat
- 2 - Pauke Meijers, Nederlands voetballer (overleden 2013)
- 4 - Vilhjálmur Einarsson, IJslands atleet (overleden 2019)
- 5 - Vladislao Cap, Argentijns voetballer en trainer (overleden 1982)
- 5 - Bill Moyers, Amerikaans journalist en nieuws-commentator (overleden 2025)
- 6 - Koning Albert II van België
- 6 - Ad Lansink, Nederlands politicus
- 9 - Willy Roggeman, Belgisch auteur (overleden 2023)[1]
- 11 - Prins Henrik van Denemarken, echtgenoot van koningin Margrethe II (overleden 2018)
- 11 - Peter Schumann, Duits-Amerikaans poppenspeler, theaterregisseur en beeldhouwer
- 12 - Rika Bruins, Nederlands zwemster (overleden 2025)
- 13 - Manuel Clouthier, Mexicaans politicus en zakenman (overleden 1989)
- 14 - Mieke Telkamp, Nederlands zangeres (overleden 2016)
- 15 - Guy Bedos, Frans acteur (overleden 2020)
- 15 - Mikel Laboa, Baskisch zanger (overleden 2008)
- 16 - Eileen Atkins, Engels actrice en scenarioschrijfster
- 16 - Bill Cobbs, Amerikaans acteur (overleden 2024)
- 16 - Carl Hollander, Nederlands kinderboekenillustrator (overleden 1995)
- 18 - Stafke Fabri, Belgisch volkszanger (overleden 2006)
- 18 - Torbjørn Yggeseth, Noors schansspringer (overleden 2010)
- 19 - Gérard Latortue, Haïtiaans politicus (overleden 2023)
- 19 - Jackie Wilson, Amerikaans zanger (overleden 1984)
- 20 - Eduardo del Río of Rius, Mexicaans striptekenaar en illustrator (overleden 2017)
- 20 - Rossana Podestà, Italiaans actrice (overleden 2013)
- 22 - Henk Binnendijk, Nederlands predikant en televisiepresentator (Evangelische Omroep)
- 23 - Leo Jansen, Nederlands politicus (overleden 2012)
- 23 - Jean Van Hoof, Belgisch atleet
- 24 - Eddy Dap, Surinaams onderwijzer en politicus (overleden 2009)
- 28 - Carl Levin, Amerikaans politicus (overleden 2021)

### juli
- 1 - Claude Berri, Frans regisseur (overleden 2009)
- 1 - Jean Marsh, Brits actrice (overleden 2025)
- 1 - Sydney Pollack, Amerikaans filmregisseur, -producent en acteur (overleden 2008)
- 3 - Stefan Abadzjiev, Bulgaars voetballer (overleden 2024)
- 4 - Mark Barkan, Amerikaans songwriter (overleden 2020)
- 4 - Colin Welland, Brits acteur en scenarioschrijver (overleden 2015)
- 5 - Tom Krause, Fins operazanger (overleden 2013)
- 8 - Marty Feldman, Engels schrijver, komiek en film- en televisieacteur (overleden 1982)
- 9 - Pieter Seuren, Nederlands taalkundige (overleden 2021)
- 10 - Alfred Biolek, Duits televisiepresentator (overleden 2021)
- 11 - Giorgio Armani, Italiaans kledingontwerper
- 11 - Teuvo Kohonen, Fins informaticus (overleden 2021)
- 12 - Tim Giago, Amerikaans journalist en uitgever (overleden 2022)
- 13 - Walter De Buck, Vlaams kunstenaar en zanger ("Het Vliegerke") (overleden 2014)
- 14 - Lee Friedlander, Amerikaans fotograaf en kunstenaar
- 15 - Harrison Birtwistle, Brits componist (overleden 2022)
- 15 - Sees Vlag, Nederlands kunstenaar en graficus (overleden 2018)
- 18 - Paul Nouwen, Nederlands bestuurder, hoofddirecteur ANWB (overleden 2009)
- 18 - Jaime Zobel de Ayala, Filipijns zakenman
- 19 - Tessa Birnie, Nieuw-Zeelands pianiste (overleden 2008)
- 19 - Willem Nijholt, Nederlands acteur en zanger (overleden 2023)
- 19 - Francisco Sá Carneiro, Portugees politicus (overleden 1980)
- 22 - Louise Fletcher, Amerikaans actrice (One Flew Over the Cuckoo's Nest) (overleden 2022)
- 24 - Geertje Wielema, Nederlands zwemster (overleden 2009)
- 29 - Frans Rutten, Nederlands econoom en politiek adviseur (overleden 2019)
- 30 - Nico Knapper, Nederlands producer en televisieregisseur

### augustus
- 1 - Fernand Boone, Belgisch voetbaldoelman (overleden 2013)
- 1 - Gerrit Krol, Nederlands schrijver en columnist (overleden 2013)
- 3 - Wim Offeciers, Belgisch journalist
- 3 - Jonas Savimbi, Angolees verzetsstrijder (overleden 2002)
- 4 - Rutger Kopland, Nederlands schrijver (overleden 2012)
- 5 - Ronnie Clayton, Engels voetballer (overleden 2010)
- 5 - Marijke Spies, Nederlands hoogleraar historische letterkunde (overleden 2013)
- 6 - Piers Anthony, Amerikaans sciencefiction- & fantasyschrijver
- 6 - Pol de Beer, Nederlands politicus (overleden 2024)
- 6 - Pijkel Schröder, Nederlands feministe en bestuurder (overleden 2000)
- 7 - Else Vlug, Nederlands schrijfster (overleden 2019)
- 8 - Cláudio Hummes, Braziliaans kardinaal (overleden 2022)
- 9 - Yves Coppens, Frans paleontoloog en paleoantropoloog (overleden 2022)
- 9 - Matthieu Galey, Frans schrijver en criticus (overleden 1986)
- 9 - Graeme Gibson, Canadees schrijver (overleden 2019)
- 9 - Cynthia Harris, Amerikaans actrice (overleden 2021)
- 10 - Jerry Crutchfield, Amerikaans musicus, songwriter en muziekuitgever (overleden 2022)
- 11 - Piet van Est, Nederlands wielrenner (overleden 1991)
- 13 - Oswald Maes, Belgisch acteur (overleden 2024)
- 13 - Wigberto Tañada, Filipijns senator
- 14 - Trevor Bannister, Brits acteur (overleden 2011)
- 15 - Geurt Gijssen, Nederlands schaakarbiter
- 16 - Angela Buxton, Brits tennisster (overleden 2020)
- 16 - Ed van Thijn, Nederlands politicus en bestuurder (overleden 2021)
- 18 - Ronnie Carroll, Brits zanger en entertainer (overleden 2015)
- 18 - Michael May, Zwitsers autocoureur
- 21 - John L. Hall, Amerikaans natuurkundige en Nobelprijswinnaar
- 22 - Norman Schwarzkopf jr., Amerikaans generaal, commandant in de Golfoorlog van 1990-1991 (overleden 2012)
- 23 - Jan Alma, Nederlands handbalcoach (overleden 2022)
- 23 - Fred Emmer, Nederlands journaallezer (overleden 2019)
- 23 - Carlos Amigo Vallejo, Spaans kardinaal (overleden 2022)
- 25 - Ad Havermans, Nederlands politicus (o.a. burgemeester van Den Haag 1985-1996) (overleden 2022)
- 25 - Edgar Ilarde, Filipijns presentator en politicus (overleden 2020)
- 25 - Ali Akbar Hashemi Rafsanjani, Iraans ayatolla en president (overleden 2017)
- 28 - Paul Gilissen, Nederlands burgemeester (overleden 2020)
- 29 - Horst Szymaniak, Duits voetballer (overleden 2009)
- 30 - Joep Delnoye, Nederlands atleet
- 30 - Eric Schneider, Nederlands acteur (overleden 2022)

### september
- 1 - Inez During Caspers, Nederlands archeologe (overleden 1996)
- 2 - Allen Carr, Brits publicist (anti-roken) (overleden 2006)
- 3 - Freddie King, Amerikaans bluesgitarist en zanger (overleden 1976)
- 3 - Lucien Muller, Frans voetballer en voetbalcoach
- 3 - Rolando Olalia, Filipijns vakbondsleider (overleden 1986)
- 3 - Peter Oosthoek, Nederlands acteur en regisseur (overleden 2015)
- 5 - Paul Josef Cordes, Duits kardinaal (overleden 2024)
- 7 - Arnold van den Berg, Nederlands burgemeester (overleden 2018)
- 7 - László Bitó, Hongaars fysioloog en schrijver (overleden 2021)
- 7 - Omar Karami, Libanees premier (overleden 2015)
- 9 - Waldo, Braziliaans voetballer (overleden 2019)
- 11 - Norma Croker, Australisch atlete
- 12 - Jaegwon Kim, Koreaans-Amerikaans filosoof (overleden 2019)
- 14 - Kate Millett, Amerikaans schrijfster en feministe (overleden 2017)
- 16 - Elgin Baylor, Amerikaans basketballer (overleden 2021)
- 16 - Ronnie Drew, Iers zanger (overleden 2008)
- 17 - Gerhard Track, Oostenrijks componist, dirigent en muzuziekpedagoog (overleden 2022)
- 19 - Brian Epstein, Engels manager van de Beatles (overleden 1967)
- 20 - Sophia Loren, Italiaans actrice
- 20 - Daan Netten, Nederlands voetballer (overleden 2021)
- 21 - Leonard Cohen, Canadees singer-songwriter, dichter en schrijver (overleden 2016)
- 21 - David Thouless, Brits natuurkundige en Nobelprijswinnaar (overleden 2019)
- 23 - Per Olov Enquist, Zweeds schrijver (overleden 2020)
- 23 - Franc Rode, Sloveens curiekardinaal
- 23 - Piet de Visser, Nederlands voetbaltrainer
- 23 - Dick van den Polder, Nederlands voetballer en sportjournalist (overleden 2013)
- 24 - Maria Pia, Italiaans prinses
- 24 - Emanuele Del Vecchio, Braziliaans voetballer (overleden 1995)
- 24 - Manfred Wörner, Duits politicus (overleden 1994)
- 26 - Geoffrey Grey, Brits componist en violist
- 27 - Wilford Brimley, Amerikaans acteur (overleden 2020)
- 28 - Brigitte Bardot, Frans actrice en dierenactiviste
- 28 - Joop Lahnstein, Nederlands politicus, onderwijzer en acteur (overleden 2018)
- 29 - Jim Wehba, Amerikaans professioneel worstelaar en manager (overleden 2010)
- 30 - Udo Jürgens, Oostenrijks zanger (overleden 2014)

### oktober
- 6 - Chris Feijt, Nederlands voetbalkeeper (overleden 2020)
- 7 - Ulrike Meinhof, Duits journaliste en mede-oprichtster van de Rote Armee Fraktion (overleden 1976)
- 8 - Martin Lippens, Belgisch voetballer (overleden 2016)
- 12 - Oğuz Atay, Turks schrijver (overleden 1977)
- 12 - Alex Boeye, Belgisch zanger en gitarist (overleden 2024)
- 12 - Richard Meier, Amerikaans architect
- 13 - Andrew McKelvey, Amerikaans ondernemer (overleden 2008)
- 13 - Nana Mouskouri, Grieks zangeres
- 18 - Dorothea Rockburne, Canadees-Amerikaans kunstenares
- 18 - Inger Stevens, Zweeds-Amerikaans actrice (overleden 1970)
- 20 - Marcelo Araúz, Boliviaans cultuurpromotor
- 20 - Walter Luyten, Belgisch historicus en politicus (overleden 2008)
- 20 - Keizerin Michiko van Japan
- 20 - Timothy West, Brits acteur (overleden 2024)
- 21 - Arthur Boni, Belgisch-Nederlands acteur (overleden 2022)
- 21 - Eddy Hoost, Surinaams politicus en advocaat (overleden 1982)
- 23 - Kristofer Schipper, Nederlands-Frans sinoloog en schrijver (overleden 2021)
- 25 - Simon Groot, Nederlands zaadveredelaar (overleden 2025)
- 25 - Philip Lieberman, Amerikaans taalkundige (overleden 2022)
- 25 - Anne-Ruth Wertheim, Nederlands docent, publicist en activist
- 26 - Ulrich Plenzdorf, (Oost)-Duits (scenario- en toneel)schrijver (overleden 2007)
- 27 - Pagão, Braziliaans voetballer (overleden 1991)
- 28 - Julio Jiménez, Spaans wielrenner (overleden 2022)
- 29 - Pim Jacobs, Nederlands pianist en televisiepresentator (overleden 1996)
- 29 - Merel Laseur, Nederlands actrice
- 30 - Frans Brüggen, Nederlands musicus (overleden 2014)

### november
- 1 - Leslie Mills, Nieuw-Zeelands atleet, gewichtheffer en burgemeester van Auckland
- 1 - Aat Veldhoen, Nederlands kunstschilder (overleden 2018)
- 2 - Ken Rosewall, Australisch tennisspeler
- 3 - Raul Donazar Calvet, Braziliaans voetballer (overleden 2008)
- 3 - Hans Janmaat, Nederlands extreemrechts politicus (overleden 2002)
- 4 - Fernando Capalla, Filipijns aartsbisschop (overleden 2024)
- 4 - Raul S. Gonzalez, Filipijns journalist en minister van pers (overleden 2013)
- 4 - Judith Herzberg, Nederlands dichteres en toneelschrijfster
- 8 - Jan-Willem van Erven Dorens, Nederlands hockeyer
- 9 - Marten Burkens, Nederlands jurist en politicus (overleden 2022)
- 9 - Ingvar Carlsson, Zweeds politicus en premier
- 9 - Carl Sagan, Amerikaans geleerde (overleden 1996)
- 9 - Tengiz Sigoea, Georgisch politicus (overleden 2020)
- 11 - Elżbieta Krzesińska, Pools atlete (overleden 2015)
- 12 - Charles Manson, Amerikaanse sekteleider en moordenaar (overleden 2017)
- 12 - Vavá, Braziliaans voetballer (overleden 2002)
- 13 - Garry Marshall, Amerikaans regisseur (overleden 2016)
- 14 - Ellis Marsalis, Amerikaans jazzpianist (overleden 2020)
- 15 - Martin Bangemann, Duits politicus (overleden 2022)
- 15 - Hugo Blanco, Peruviaans politicus (overleden 2023)
- 16 - Warren Zimmermann, Amerikaans diplomaat (overleden 2004)
- 17 - Oscar Cruz, Filipijns R.K. geestelijke en aartsbisschop (overleden 2020)
- 17 - Jim Inhofe, Amerikaans politicus (overleden 2024)
- 18 - Jos Schreurs, Nederlands senator (overleden 2022)
- 18 - Zequinha - Braziliaans voetballer (overleden 2009)
- 19 - Kurt Hamrin, Zweeds voetballer (overleden 2024)
- 19 - Valentin Kozmitsj Ivanov, Russisch voetballer en voetbaltrainer (overleden 2011)
- 20 - José Cutileiro, Portugees diplomaat (overleden 2020)
- 21 - Bouke Beumer, Nederlands politicus en econoom (overleden 2022)
- 22 - Gerard Brands, Nederlands schrijver, dichter en journalist (overleden 2012)
- 22 - Carlos Germonprez, Belgisch atleet (overleden 2013)
- 22 - Jackie Pretorius, Zuid-Afrikaans autocoureur (overleden 2009)
- 23 - Robert Towne, Amerikaans scenarioschrijver en regisseur (overleden 2024)
- 24 - Klaus Bugdahl, Duits baanwielrenner (overleden 2023)
- 26 - Ljoedmila Sjevtsova, Russisch atlete
- 29 - Tony Coe, Brits jazzmuzikant (overleden 2023)
- 29 - Jack van Poll, Nederlands jazzmuzikant (overleden 2022)
- 30 - Lansana Conté, Guinees president (overleden 2008)
- 30 - Vjatsjeslav Nevinny, Russisch acteur (overleden 2009)

### december
- 1 - Hilly Axwijk, Surinaams-Nederlands maatschappelijk werkster en vrouwenrechtenactivist (overleden 2004)
- 1 - Fiet Koster, Nederlands actrice en cabaretière
- 1 - Billy Paul, Amerikaans soulzanger (overleden 2016)
- 2 - Kees de Kort, Nederlands schilder, ontwerper en illustrator (overleden 2022)
- 5 - Joan Didion, Amerikaans schrijfster (overleden 2021)
- 5 - Eberhard Jüngel, Duits luthers theoloog (overleden 2021)
- 7 - Chris Dubois, Belgisch organist, muziekpedagoog en componist
- 9 - Judi Dench, Brits actrice
- 9 - Irena Santor, Pools zangeres
- 9 - Wayne Weiler, Amerikaans autocoureur (overleden 2005)
- 10 - Howard Martin Temin, Amerikaans geneticus en Nobelprijswinnaar (overleden 1994)
- 11 - Ivo Bakelants, Belgisch glazenier (overleden 2016)
- 12 - Rene Cayetano, Filipijns senator (overleden 2003)
- 12 - Miguel de la Madrid, Mexicaans politicus (overleden 2012)
- 13 - Lieve Hugo, Surinaams zanger en grondlegger van de kaseko (overleden 1975)
- 15 - Oleg Golovanov, Russisch roeier (overleden 2019)
- 15 - Abdullahi Yusuf Ahmed, Somalisch politicus (overleden 2012)
- 15 - Stanislaw Sjoesjkevitsj, Wit-Russisch wis- en natuurkundige en politicus; president 1991-1994 (overleden 2022)
- 17 - Ray Wilson, Engels voetballer (overleden 2018)
- 19 - Aki Aleong, Amerikaans acteur, muziekproducent en zanger (overleden 2025)
- 19 - Rudi Carrell, Nederlands entertainer, zanger, showmaster, filmproducent en acteur (overleden 2006)
- 19 - Pratibha Patil, Indiaas politica; president 2007-2012
- 19 - Jaap Tinbergen, Nederlands astronoom (overleden 2010)
- 21 - Ole Madsen, Deens voetballer (overleden 2006)
- 24 - Stjepan Mesić, Kroatisch president
- 27 - Aidan Chambers, Brits schrijver (overleden 2025)
- 27 - Larissa Latynina, Oekraïens gymnaste
- 28 - Virginio Pizzali, Italiaans wielrenner (overleden 2021)
- 28 - Maggie Smith, Brits actrice (overleden 2024)
- 30 - John Bahcall, Amerikaans astrofysicus (overleden 2005)
- 30 - Fred Lorenzen, Amerikaans autocoureur (overleden 2024)
- 30 - Del Shannon, Amerikaans zanger ("Runaway") (overleden 1990)
- 31 - Michael Bonallack, Brits golfer (overleden 2023)

### datum onbekend
- Sadiq Jalal al-Azm, Syrisch filosoof (overleden 2016)
- Ustad Qawwal Bahauddin, Indiaas-Pakistaans Qawwali-zanger (overleden 2006)
- Abel Cahen, Nederlands architect
- Peter Gruijters, Nederlands politicus (KVP, CDA)
- Cees van Lunteren, Nederlands korfballer en korfbalcoach
- Jivya Soma Mashe, Indiaas primitief kunstenaar (overleden 2018)

## Overleden
januari
- 1 - Jakob Wassermann (60), Duits schrijver
- 3 - Eugène Beyens (78), Belgisch diplomaat en minister
- 8 - Sebastiaan Hoogewerff (85), Nederlands scheikundige
- 10 - Marinus van der Lubbe (24), Nederlands communist, stak de Rijksdag in brand (executie)
- 13 - Jean-Baptiste Marchand (70), Frans militair
- 13 - Justin de Selves (85), Frans politicus
- 13 - Paul Ulrich Villard (73), Frans schei- en natuurkundige
- 16 - Hermann Bahr (70), Oostenrijks schrijver
- 17 - Richard Acke (62), Vlaams architect
- 20 - Sam van Eeghen (80), Nederlands zakenman
- 24 - Otakar Ševčík (82), Tsjechisch muziekpedagoog
- 28 - Armand Rassenfosse (71), Belgisch kunstschilder en graficus
- 29 - Fritz Haber (66), Duits scheikundige en Nobelprijswinnaar

februari
- 7 - Jan Berent Westerdijk (74), Nederlands politicus
- 15 - Ai Xia (21), Chinees filmactrice
- 17 - Albert I (58), koning van België
- 17 - Siegbert Tarrasch (71), Duits schaker
- 21 - Augusto César Sandino (38), Nicaraguaans revolutionair
- 22 - Willem Kes (78), Nederlands musicus
- 23 - Edward Elgar (76), Brits componist
- 27 - George Temple-Poole (77), Brits architect en ambtenaar

maart
- 1 - Charles Webster Leadbeater (80), Brits theosoof
- 3 - Gerrit Smit (54), Nederlands vakbondsleider
- 12 - Harry Green (47), Brits atleet
- 12 - Frans Schoofs (46), Belgisch esperantist
- 14 - prins Sixtus van Bourbon-Parma (47), Oostenrijks edelman
- 15 - Gerhardus Hendricus Koopman (48), Nederlands schouwburgdirecteur
- 20 - Koningin Emma (75), koningin-regentes van Nederland
- 21 - Nicanor Abelardo (41), Filipijns componist
- 21 - Franz Schreker (55), Oostenrijks componist

april
- 4 - Arina Hugenholtz (85), Nederlands kunstenares
- 11 - John Collier (84), Engels kunstschilder
- 15 - Gerald du Maurier (61), Brits acteur
- 21 - Carl Smulders (70), Nederlands componist

mei
- 2 - Max Friedländer (81), Duits musicoloog
- 5 - Simon Miedema (73), Nederlands beeldhouwer
- 11 - Hubert Krains (71), Belgisch schrijver
- 17 - Paul Pömpner (41), Duits voetballer
- 23 - Bonnie Parker (23) en Clyde Barrow (25), Amerikaanse misdadigers ("Bonnie and Clyde")
- 25 - Gustav Holst (59), Brits componist
- 29 - Togo Heihachiro (86), Japans generaal

juni
- 1 - Anton Averkamp (73), Nederlands zanger
- 10 - Frederick Delius (72), Brits componist
- 11 - Lev Vygotski (37), Russisch filosoof, psycholoog en kunstenaar
- 19 - Johan Winnubst (48), Nederlands musicus
- 27 - Isidoor Teirlinck (83), Belgisch schrijver
- 29 - Zaro Agha (leeftijd niet bekend), Koerdisch-Turks naar hij beweerde oudste man ter wereld
- 30 - Ernst Röhm (46), Duitse leider van de Sturmabteilung (SA)
- 30 - Kurt von Schleicher (51) Duits generaal en politicus
- 30 - Gregor Strasser (42), Duits nationaalsocialistisch politicus

juli
- 3 - Prins Hendrik (58), echtgenoot van Koningin Wilhelmina der Nederlanden
- 3 - Antoon Jozef Witteryck (69), Belgisch uitgever
- 4 - Marie Curie (66), Pools-Frans natuurkundige
- 5 - Chajiem Nachman Bialik (61), Joods dichter
- 6 - Edward Vermeulen (73), Belgisch schrijver
- 11 - Jan Stuyt (65), Nederlands architect
- 12 - Erich Mühsam (56), Duits schrijver (zelfmoord)
- 15 - Jules Renkin (71), Belgisch politicus (premier 1931-1932)
- 21 - Rubens Salles (42), Braziliaans voetballer en trainer
- 22 - John Dillinger (31), Amerikaans crimineel
- 26 - Engelbert Dollfuss (41), Oostenrijks politicus (bondskanselier 1932-1934)
- 27 - Hubert Lyautey (79), Frans militair
- 28 - Marie Dressler (65), Canadees actrice
- 28 - Paul Kenis (49), Belgisch schrijver

augustus
- 2 - Paul von Hindenburg (86), Duits militair en politicus (president 1925-1934)
- 2 - Carl Friedrich von Langen (47), Duits ruiter
- 12 - Hendrik Petrus Berlage (78), Nederlands architect
- 14 - Mence Dros-Canters (34), Nederlands badminton-, hockey- en tennisspeelster
- 18 - Alfred Boucher (83), Frans beeldhouwer
- 28 - Edgeworth David (76), Brits ontdekkingsreiziger

september
- 5 - Joop ter Beek (33), Nederlands voetballer
- 23 - Lucien Gaudin (47), Frans schermer

oktober
- 7 - Isaac Israëls (69), Nederlands schilder
- 9 - Alexander (45), koning van Joegoslavië (1921-1934)
- 9 - Louis Barthou (72), Frans politicus
- 9 - Vlado Tsjernozemski (36), Bulgaars terrorist
- 15 - Raymond Poincaré (74), Frans politicus (president 1914-1920)
- 17 - Santiago Ramón y Cajal (82), Spaans histoloog en Nobelprijswinnaar
- 19 - Alexander von Kluck (88), Duits generaal
- 20 - Arthur Stockhoff (54), Amerikaans roeier
- 25 - Frank Julian Sprague (77), Amerikaans elektrotechnicus en uitvinder

november
- 15 - Anton Dreesmann (80), Nederlands ondernemer
- 16 - Alice Hargreaves (82), model voor Alice in Wonderland
- 16 - Carl von Linde (92), Duits ingenieur en uitvinder
- 17 - Gaëtan Gatian de Clérambault (62), Frans psychiater
- 18 - Pietro Gasparri (82), Italiaans kardinaal
- 20 - Willem de Sitter (62), Nederlands astronoom
- 21 - Philippe Berthelot (68), Frans diplomaat
- 21 - John Scaddan (58), 10e premier van West-Australië
- 23 - Albert Funke Küpper (40), Nederlands politiek tekenaar
- 23 - Arthur Wing Pinero (79), Brits toneelschrijver
- 27 - Baby Face Nelson (25), Amerikaans gangster
- 30 - Hélène Boucher (26), Frans vliegenier

december
- 1 - Sergej Kirov (48), Sovjet-politicus
- 4 - Adrien de Gerlache (68), Belgisch ontdekkingsreiziger
- 9 - Willem Hunsche (54), Nederlands acteur
- 9 - Manuel Márquez Sterling (62), Cubaans diplomaat, journalist en politicus
- 12 - Arnold Spoel (74), Nederlands dirigent
- 20 - Julius Melzer (56), Braziliaans entomoloog

datum onbekend
- Rosina Ferrara (~73), Italiaans schildermodel

## Weerextremen in België
- 8 september: Maximumtemperatuur tot 27,8 °C op de Baraque Michel (Jalhay) en 34,3 °C in Leopoldsburg.
- 28 september: Maximumtemperatuur tot 27,8 °C in Oostende en 28,1 °C in Ukkel.
- december: December met hoogste gemiddelde dampdruk: 9,6 hPa (normaal 7 hPa).
- december: December met hoogste gemiddelde maximumtemperatuur: 9,3 °C (normaal 5,5 °C).
- december: December met hoogste gemiddelde minimumtemperatuur: 5,6 °C (normaal 0,8 °C).
- december: December met hoogste gemiddelde temperatuur: 7,5 °C (normaal 3,3 °C).
- december: December met laagste zonneschijnduur: 19 uur (normaal 52 uur).

Bron: KMI Gegevens Ukkel 1901-2003  met aanvullingen